# 反演

一點的反演

過O圓的反演

圓的反演

反演是種幾何變換。給定點{\displaystyle O}、常數{\displaystyle k}，點{\displaystyle P}的變換對應點就是在以{\displaystyle O}開始的射線{\displaystyle {\overrightarrow {OP}}}上的一點{\displaystyle P'}使得{\displaystyle {\overline {OP}}\cdot {\overline {OP'}}=k^{2}}。
反演的結果：
- 過{\displaystyle O}的直線：直線
- 過{\displaystyle O}的圓：不過{\displaystyle O}的直線
- 不過{\displaystyle O}的圓：圓
- 過{\displaystyle O}的球：不過{\displaystyle O}的平面

對於點{\displaystyle x=(x_{1},x_{2},\cdots ,x_{n})}，以原點為中心，在直角坐標系的反演變換可寫成
{\displaystyle x_{i}\rightarrow {\frac {k^{2}x_{i}}{\sum _{j}x_{j}^{2}}}}
以下都可視為反演：
- 立體投影法：可以取球面上任意一點為中心，球的直徑為{\displaystyle k}。
- 共軸圓：在平面取一系列共心圓，取一系列經過共心圓圓心的線，任意取一點為中心進行反演。

## 阿波羅尼奧斯問題
阿波罗尼奥斯圆是其中一個可用反演變換輕易解決的問題。在平面給定三個圓，求作出與三圓相切的第四個圓。